# In Deep (album de Tina Arena)
 (février 2022).
Si vous disposez d'ouvrages ou d'articles de référence ou si vous connaissez des sites web de qualité traitant du thème abordé ici, merci de compléter l'article en donnant les références utiles à sa vérifiabilité et en les liant à la section « Notes et références ».
Albums de Tina Arena
Don't Ask
(1994) Souvenirs
(1998)
Singles
1. Burn
Sortie : 14 juillet 1997
2. If I Didn't Love You
Sortie : 3 novembre 1997
3. Now I Can Dance
Sortie : 20 avril 1998
4. Whistle Down the Wind
Sortie : juin 1998
5. I Want to Know What Love Is
Sortie : 6 août 1998
6. I Want to Spend My Lifetime Loving You
Sortie : 9 octobre 1998
7. If I Was a River
Sortie : 12 octobre 1998
8. Aller plus haut
Sortie : 9 juillet 1999
9. Les trois cloches
Sortie : 21 janvier 2000
10. Segnali di fumo
Sortie : mai 2000

In Deep est le quatrième album studio de Tina Arena, il sort le 18 août 1997.